# 10735 Seine
10735 Seine è un asteroide della fascia principale. Scoperto nel 1988, presenta un'orbita caratterizzata da un semiasse maggiore pari a 2,3722183 UA e da un'eccentricità di 0,1424443, inclinata di 3,64795° rispetto all'eclittica.